# Kidlington
Kidlington è un villaggio di 14.000 abitanti della contea dell'Oxfordshire, in Inghilterra.